# Bernhard Magnus Berg
Pour les articles homonymes, voir Magnus et Berg.
Bernhardt Magnus von Berg, (en russe : Burkhard Maximovitch Berg - Бурхард Максимович Берг), né le 8 mai 1764 à Vyborg, décédé le 19 juillet 1838 à Vyborg, est un général de l'Armée impériale russe qui fut, au cours des guerres napoléoniennes, l'un des chefs de cette armée.

## Famille
Fils du major-général Magnus Johann von Berg et de son épouse, née Élisabeth Dorothée Minich.
Son frère cadet, le général d'infanterie Gregor von Berg fut l'un des héros de la Guerre patriotique de 1812.

## Biographie
Il est issu d'une famille de l'ancienne aristocratie allemande de Dorpat en Livonie (balte d'origine allemande)[réf. souhaitée], la famille von Berg.
Le 9 janvier 1774, Bernhardt Magnus Berg entra comme sergent dans le régiment d'infanterie de Voronej. Le 9 décembre 1775, il fut promu enseigne (grade équivalent à celui de lieutenant)[réf. souhaitée] et nommé adjoint du général Igelström.
Il reçut son baptême du feu lors de la Guerre russo-turque de 1797-1791 où il s'illustra par sa bravoure. En 1799, il prit part à l'expédition russo-britannique en Hollande (1799-1800).
Le 20 août 1801, Berg fut promu colonel. En 1805, il exerça diverses missions diplomatiques en Suède. Pendant les batailles de Pułtusk (26 décembre 1806) et d'Eylau le 8 février 1807, une nouvelle fois, il démontra un grand courage au cours des combats livrés contre les troupes françaises. Au cours de la sanglante bataille d'Eylau il fut blessé à la main droite par un tir ennemi.  Pour sa bravoure au combat, il fut décoré de l'ordre de Saint-Georges (4e classe).
Le 12 août 1807, il fut élevé au grade de major-général. De 1808 à 1809, il combattit les Suédois en Finlande (Guerre russo-suédoise de 1808-1809). À la veille de la Guerre patriotique de 1812, il occupa un poste au quartier général de l'Armée du Danube (en Moldavie). Du 26 novembre au 29 novembre 1812, il fut engagé dans les combats qui se déroulèrent sur les rives de la Bérézina. Pendant les deux semaines qui suivirent le passage de la rivière, il prit part au harcèlement des troupes napoléoniennes par l'armée russe, cette poursuite prit fin le 16 décembre 1812 sur les rives du fleuve Niémen.
Il fut engagé dans le siège de la ville de Toruń située dans le duché de Varsovie. Pour cette action l'ordre de Saint-Georges (3e classe) lui fut décerné. Avec les troupes russo-prussiennes, il se distingua lors de la bataille de Bautzen (20 mai et 21 mai 1813).
Le 7 juillet 1813, il occupa un poste au quartier-général de l'Armée polonaise dans les rangs de laquelle, une nouvelle fois, il combattit les Français lors de la bataille de Leipzig les 16 octobre-19 octobre 1813, à Magdebourg, ville occupée par les Français, avec l'armée russe, prussienne et suédoise, il combattit pour s'emparer de la ville de Hambourg tenue par l'armée française placée sous les ordres du prince d’Eckmühl.

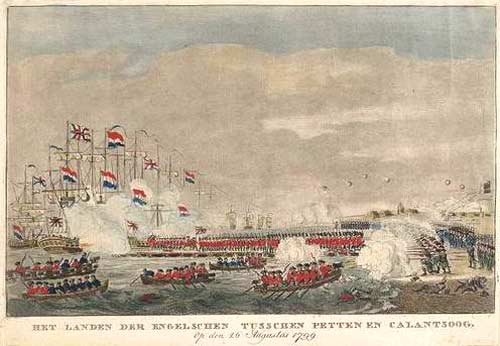
Le débarquement des troupes russes et anglaises aux Pays-Bas.

Après la victoire des puissances alliées à Waterloo, Berg fut nommé chef d'état-major au 2e Corps d'infanterie. Le 22 août 1826, il fut élevé au grade de lieutenant-général.

## Décès
Bernhardt Magnus Berg décéda le 19 juillet 1838 à Vyborg.

## Distinctions militaires
- 29 janvier 1807 : Ordre de Saint-Georges (4e classe) ;
- 24 avril 1813 : Ordre de Saint-Georges (3e classe) ;
- Ordre de Sainte-Anne (1re classe) ;
- Ordre de Saint-Vladimir (3e classe) ;
- Ordre Pour le Mérite (Prusse) ;
- Épée d'or avec l'inscription « Pour bravoure ».